# اسپندارهای تاج‌دار غلافی
اسپندارهای تاج‌دار غلافی (نام علمی: Coleocephalocereus) نام یک سرده از تبار اسپندارتباران است.
تاج‌دار بودن آن‌ها به تاج پشمی برخی گونه‌ها اشاره دارد.